# Vale Latrobe
O Vale Latrobe é um distrito geográfico interno e uma área urbana da região de Gippsland, no estado do estado de Vitória, Austrália. Os proprietários tradicionais são os brayakaulung da nação Gunai. O distrito fica a leste de Melbourne e fica entre as cordas Strzelecki, ao sul, e as cordas Baw Baw, parte da Grande Cordilheira, ao norte. O Monte Baw Baw (1.567 m) é o pico mais alto ao norte do Vale de Latrobe, ao norte de Moe. O pico mais alto ao sul é o Monte Tassie (740 m), ao sul de Traralgon.